# Tiszaföldvár

Tiszaföldvár från luften.

Tiszaföldvár är en stad i provinsen Jász-Nagykun-Szolnok i Ungern. Tiszaföldvár ligger i distriktet Kunszentmárton och hade år 2020 totalt 10 401 invånare.